# Nyabivumba
Nyabivumba är ett periodiskt vattendrag i Burundi.   Det ligger i provinsen Makamba, i den södra delen av landet, 110 km sydost om huvudstaden Bujumbura.
Omgivningarna runt Nyabivumba är en mosaik av jordbruksmark och naturlig växtlighet. Runt Nyabivumba är det ganska tätbefolkat, med 172 invånare per kvadratkilometer.